# 林稔幸
林 稔幸（はやし としゆき、1979年12月21日 - ）は、茨城県出身の元社会人野球選手（外野手）。右投右打。

## 人物・来歴
土浦日大高校から東都大学野球リーグの立正大学に進学したが、甲子園や大学選手権への出場経験はない。大学時代は、当時チームは東都の二部に低迷していたが、4年春に二部でシーズン9本塁打を記録し注目された。
大学卒業後の2002年に社会人野球の富士重工業に入部。持ち味である長打力を買われ、1年目から主軸を任された。翌2003年の第74回都市対抗野球大会では予選から打棒が爆発し、本大会でもチームを8強まで導いた。また2005年の第76回都市対抗野球大会では住友金属鹿島の補強選手として、これまたチームを8強に導く活躍を見せた。
2006年の第77回都市対抗野球大会では内野のエラーをきっかけにチームは1回戦敗退を喫するが、秋の第33回社会人野球日本選手権大会では打率.474と高打率を残し、チームを15年ぶり2度目の優勝に導いた。同大会では大会優秀選手（外野手）に選ばれたほか、打撃賞を受賞した。また、この活躍が認められ、同年の社会人ベストナイン外野手部門を初受賞した。
2019年7月6日、社会人野球での実績が評価され、日本野球連盟が制定した「社会人野球 平成ベストナイン」に選出された。8月、18年間に渡り主軸を務めてきたチームを退部し現役を引退した。
2021年11月よりSUBARU（旧：富士重工業）のコーチに就任した。2024年シーズンをもって勇退した。

## 日本代表キャリア
- 第37回IBAFワールドカップ日本代表（2007年）
- 第16回アジア競技大会野球日本代表（2010年）
- 第39回IBAFワールドカップ日本代表（2011年）
- 第26回アジア野球選手権大会日本代表（2012年）
- 第17回アジア競技大会野球日本代表（2014年）

## 主な表彰・タイトル
- 第33回社会人野球日本選手権大会打撃賞、優秀選手（外野手）（2006年）
- 第78回都市対抗野球大会優秀選手（外野手）（2007年）
- 第34回社会人野球日本選手権大会優秀選手（外野手）（2007年）
- 社会人ベストナイン　3回（外野手・2006年、外野手・2007年、指名打者・2016年）
- 都市対抗野球大会10年連続出場表彰（2011年）